# Cicindela marginipennis
Cicindela marginipennis är en skalbaggsart som beskrevs av Pierre François Marie Auguste Dejean 1831. Cicindela marginipennis ingår i släktet Cicindela och familjen jordlöpare. IUCN kategoriserar arten globalt som nära hotad. Inga underarter finns listade i Catalogue of Life.